# Christian Stock (Musiker)
Christian Stock (* 1956 in Augsburg) ist ein deutscher Jazzmusiker (Kontrabass, Komposition).

## Leben und Wirken
Stock spielt seit seinem 16. Lebensjahr Bass. Zwischen 1977 und 1984 studierte er an der Musikhochschule Graz Klassik und Jazz. Er gehörte in den 1980er Jahren zum Trio von Götz Tangerding, das sich mit Ala Heiler auch zum Quartett À La Ala erweiterte. Weiterhin begleitete er Ray Pizzi, Wolfgang Lackerschmid und Karlheinz Miklin.
Mit Karel Růžička, Aldo Caviglia, später Walter Bittner und Rick Keller bildete er in den frühen 1990er-Jahren das Christian Stock International Jazz Quartet. Dann wirkte er mit Růžička und Walter Bittner in seinem Christian Stock Trio, das auch mit Sheila Jordan, Adrian Mears. Steve Kuhn, Benny Golson, Eddie Henderson, Bennie Maupin, Randy Brecker, Dave Liebman, Javon Jackson, James Carter, Adrian Mears, Bob Mintzer oder Chico Freeman europaweit auftrat. Nach dem Tod von Karel Růžička arbeitete er mit Martin Schrack. Mitte der 1990er-Jahre tourte Chr. Stock mit JoAnne Brackeen. 2020 formierte er seiner neue Band Christian Stock >Infinity> Quartet, dem u. a. Joo Kraus tp, Florian Trübsbach saxes, David Helbock p und Tilman Herpichböhm dr, angehörten.
Bis 2019 verantwortete Stock die Reihe Internationaler Augsburger Jazzsommer mit auch internationalen Gästen, die er 1992 begründete.

## Diskographische Hinweise
- G. Tangerding, Ch. Stock, R. Roth: Crystallizations (Bhakti 1982)
- G. Tangerding, Ch. Stock, R. Roth, feat. K.H. Miklin: Porque no (Bhakti 1987)
- G. Tangerding, Ch. Stock, W. Lackerschmid, S. Jordan, M. Waters, H. Wiederhofer: Jazztracks (Bhakti 1990)
- The Ray Pizzi Quartet: Chr. Stock, W. Lackerschmid, A. Caviglia, H. Hazoth: I hear you (Bhakti 1992)
- Christian Stock International Jazz Quartet: Back Home (yvp music 1992)
- The Ray Pizzi Quartet: Chr. Stock, W. Lang, W. Bittner: Windrider (PZ Music 1995)
- Christian Stock Trio & Sheila Jordan & Adrian Mears: Straight Ahead (yvp music 2000)